# George Vaillant
George Eman Vaillant (ur. 16 czerwca 1934) – amerykański psychiatra i psychoanalityk, profesor w Harvard Medical School i głównym szpitalu klinicznym tej uczelni w Bostonie (Brigham and Women’s Hospital), przez 35 lat dyrektor Study of Adult Development na Wydziale Psychologii Uniwersytetu Harvarda (kierujący m.in. „Grant Study”).

## Życiorys

### Dzieciństwo
Urodził się w roku 1934, gdy Stany Zjednoczone przeżywały skutki wielkiego kryzysu. Rodzice, George Clapp Vaillant i Suzannah Beck Vaillant, poznali się w Meksyku, gdzie ojciec matki był bankierem. Po przyjeździe do Nowego Jorku ojciec został kuratorem w American Museum of Natural History, a następnie dyrektorem Museum of Archaeology and Anthropology w University of Pennsylvania (Filadelfia). Mieli córkę Joannę (zamężna Settle) i dwóch synów (George i młodszy – Henryk). Pewnego popołudnia w 1945 roku ojciec, wówczas 44-letni, wyszedł po drzemce na dziedziniec. Żona znalazła go wkrótce ze śmiertelną raną postrzałową przez usta (rewolwer leżał obok). Starszy syn (imiennik) miał wówczas 10 lat – twierdził później, że wcześniej nie widział u ojca znamion depresji lub przygnębienia. Po śmierci męża Suzannah Vaillant wyjechała z dziećmi do Arizony.
Kilka lat później rodzina odebrała przesyłkę – księgę spotkania absolwentów Harvard College, dawnych kolegów ojca. George oglądał zdjęcia i czytał pamiątkowe wpisy z głębokim przejęciem – prawdopodobnie zaważyło to na wyborze przyszłej własnej drogi życiowej, uczelni i kierunku studiów – wzbudziło głębokie zainteresowanie psychiatrią, a w tym zmianami psychiki dorosłych mężczyzn.

### Studia i praca zawodowa
Ukończył studia medyczne w Harvard Medical School, a następnie odbył rezydenturę w dziedzinie psychiatrii w Massachusetts Mental Health Center i kurs  psychoanalizy w Boston Psychoanalytic Institute.
Pracował w Bostonie, w Harvard Medical School i w Brigham and Women’s Hospital (główny szpital kliniczny tej uczelni), gdzie uzyskał stopień doktora medycyny i otrzymał stanowisko profesora.
W roku 1966 rozpoczął działalność w Study of Adult Development na Wydziale Psychologii Uniwersytetu Harvarda. Przez 35 lat był dyrektorem tej jednostki. Do 2003 roku kierował realizacją programu, znanego jako „Grant Study”.
Swojej działalności nie przerwał po odejściu na emeryturę. Przeniósł się do Orange (Kalifornia), jednak część czasu spędza w Bostonie i Vermont (Wiktoria). W Study of Adult Development zajmuje stanowisko Director Emeritus. Utrzymuje telefoniczny kontakt z najbardziej długowiecznymi uczestnikami Grant Study oraz z biurem. Zajmuje się pisaniem książek na temat wyników swoich wieloletnich obserwacji psychologicznych oraz przemyśleń filozoficznych.

## Tematyka pracy zawodowej

### Grant Study
W roku 1966 Georg Vaillant (wówczas 32-letni) oddał się całkowicie badaniom, które w drugim dziesięcioleciu XXI w. nadal prowadzi, a które rozpoczął w 1938 roku Arlie Bock (Uniwersytet Harvarda), dzięki funduszom uzyskanym z W.T. Grant Foundation.
W sierpniu 1938 roku A. Bock złożył wniosek o sfinansowanie prób identyfikacji psychospołecznych czynników predykcyjnych zdrowia fizycznego i subiektywnego dobrego samopoczucia w okresie starzenia się i starości („The Study of Adult Development”; zob. teoria rozwoju psychospołecznego, ryzyko samobójstw, uzależnień itp.). Wnioskodawca podkreślał, że rozwój medycyny prowadzi do sytuacji, w której koncentruje się ona na poszczególnych objawach i chorobach – badania są wykonywane przez licznych specjalistów, nie zwracających uwagi na samopoczucie pacjenta (również człowieka zdrowego), nie prowadzą do odpowiedzi na pytanie „jak dobrze żyć?”.
Bock, uznawany za prekursora psychologii pozytywnej, uzyskał od W.T. Granta dotację – pierwszy grant – w wysokości 60 tys. dolarów i rozpoczął realizację „Grant Study” – wieloletnich podłużnych badań zmian osobowości grupy 268 absolwentów Harvardu (roczniki 1939–1944, młodzież końca wielkiego kryzysu i czasów II wojny światowej. Grupa porównawcza („Glueck Study”) składała się z 456 mężczyzn ze śródmiejskich dzielnic Bostonu).
Badania są prowadzone nadal (30% mężczyzn dożyło wieku 90 lat). Wielki zbiór zgromadzonych danych pozwala prognozować pomyślne lub niepomyślne starzenie się na podstawie zbioru takich czynników, jak przeżycia w dzieciństwie lub innych wcześniejszych okresach życia, satysfakcjonujące lub niesatysfakcjonujące związki małżeńskie, utrata sprawności fizycznej, choroby, sposób przeżywania zakończenia aktywności zawodowej i różne inne – pomyślne lub niepomyślne – zdarzenia losowe (zob. też psychologia rozwoju człowieka, psychologia humanistyczna, psychologia osobowości, psychologia ewolucyjna).
W pierwszym okresie realizacji programu Grant Study wyniki były gromadzone w formie rękopisów. Rozwój informatyki umożliwił przeniesienie danych do baz komputerowych, co obecnie umożliwia zastosowanie nowoczesnych technik ich analizowania i udostępnianie pracownikom innych ośrodków naukowych (np. kooperację psychosocjologów z genetykami, neurobiologami i in.).

### Walka z uzależnieniami
Do szczególnie ważnych efektów badań G.E. Vaillant zalicza wykazanie, że najczęściej występującą przyczyną rozpadu małżeństw jest alkoholizm jednego z małżonków (w próbie z Harvardu był przyczyną 57% rozwodów). Nadużywanie alkoholu jest też przyczyną innych niepomyślnych zdarzeń, np. urazów i niepełnosprawności w wyniku wypadków. W badanej próbie uzależnienie było prawie zawsze poprzedzone kłopotami w życiu uczestników badań. Stwierdzono dodatkowo, że alkoholizm jest prawie zawsze przyczyną, a nie skutkiem depresji (w 2–3 przypadkach na 100 bywa odwrotnie).
Walka z alkoholizmem nabrała dla G. Vaillanta wielkiego znaczenia. Działa we wspólnocie AA (jest naukowym doradcą w General Service Board)). Poszukuje możliwości zwiększenia skuteczności działań wspólnot. Możliwości te dostrzega w przełamaniu niechęci wielu lekarzy do alkoholików i ruchu AA, doprowadzeniu do likwidacji ograniczania się wspólnot do kręgu jednej kultury (przez część alkoholików bywają one traktowane jak religie, zob. 12 kroków), pokonaniu bariery wstydu osób uzależnionych. Alkoholizm oraz narkomania i lekomania są przedmiotem książek i innych publikacji G. Vaillanta.

### Spiritual Evolution
Wydana w 2009 roku książka pt. Spiritual Evolution: How We Are Wired for Faith, Hope, and Love zwieńcza 50 lat badań, wykonanych w Study of Adult Development. Bardzo zróżnicowane historie życia uczestników badań przeanalizował i opisał naukowiec, poeta i wizjoner, jak określił G. Vaillanta Martin Seligman (twórca pojęcia psychologia pozytywna).
Seligman stwierdził, że zgromadzone dane zrewolucjonizowały poglądy psychologów na temat rozwoju ludzi dorosłych, a filozoficzna interpretacja tych danych może zrewolucjonizować nasze poglądy na temat religii i duchowości.
G.E. Vaillant rozumie przez „duchowość” zdolność do pozytywnych emocji, tj. miłość, zaufanie, współczucie, wdzięczność, radość, nadzieja. Jest ona zależna od kilku czynników: biologicznej ewolucji, wychowania w określonej kulturze, różnorodnych zdarzeń w życiu każdego człowieka, zmieniających osobowość. Tak zdefiniowana duchowość ma charakter naukowy – jest oparta m.in. na współczesnej wiedzy o neurobiologicznych mechanizmach powstawania emocji oraz o ich roli w tworzeniu więzi w grupach społecznych (zob. etologia, inteligencja emocjonalna, inteligencja kognitywna), w których ludzie zaspokajają wzajemnie swoje potrzeby, umożliwiając równoczesne osiąganie dobrostanu osobistego i szczęścia innych. Jest rodzajem duchowości ateistycznej, której istnienie jest ignorowane w psychiatrii – lekarze zbyt często koncentrują się na emocjach negatywnych, co nie sprzyja skuteczności terapii (niektóre kościoły odgrywają rolę pozytywną, stwarzając warunki do pojawiania się miłości, wdzięczności, współczucia, nadziei).

## Publikacje

### Artykuły naukowe
G.E. Vaillant jest autorem lub współautorem nie mniej niż 136 artykułów naukowych, m.in. w latach 2007–2011:
- Ana DiRago, George E. Vaillant, Resilience in Inner City Youth: Childhood Predictors of Occupational Status Across the Lifespan, Journal of Youth and Adolescence 36(1):61-70 · January 2007, DOI: 10.1007/s10964-006-9132-8
- Robert J. Waldinger, George E. Vaillant, E. John Orav,Childhood Sibling Relationships as a Predictor of Major Depression in Adulthood: A 30-Year Prospective Study, American Journal of Psychiatry 164(6):949-54, July 2007, DOI: 10.1176/appi.ajp.164.6.949
- George E. Vaillant, Positive Emotions, Spirituality and the Practice of Psychiatry, Mens Sana Monographs 6(1):48-62, March 2008, DOI: 10.4103/0973-1229.36504
- George E. Vaillant, Involuntary coping mechanisms: A psychodynamic perspective, Dialogues in clinical neuroscience 13(3):366-70, September 2011
- George E. Vaillant, The Neuroendocrine System and Stress, Emotions, Thoughts and Feelings, Mens Sana Monogr. 2011 Jan;9(1):113-28. doi: 10.4103/0973-1229.77430

### Książki
G.E. Vaillant jest autorem kilkunastu książek, m.in.:
- 1977 – Adaptation to Life[27]
- 1983, 1995 – Natural History of Alcoholism[19]
- 1992 – The Ego and the Mechanisms of Defense[28]
- 1993 – Wisdom of the Ego[29]
- 2009 – Spiritual Evolution: How We Are Wired for Faith, Hope, and Love[9]
- 2012 – Triumphs of Experience[13][14]
- 2013 – How Fathers Care for the Next Generation: A Four-Decade Study[30] (współautorstwo)

## Wyróżnienia i nagrody
Otrzymał m.in.:
- nagrodę za badania w dziedzinie psychiatrii od American Psychiatric Association[3]
- Strecker Award (1979)[31] od Pennsylvania Hospital
- Burlingame Award (1991)[32] od Institute for Living (część Hartford Hospital)
- Jellinek Award (1991)[33] za wybitny wkład w zrozumienie dynamiki rozwoju alkoholizmu i jego naturalnej historii
- nagrodę naukową od International Psychogeriatric Society (1995)

Został wyróżniony członkostwem:
- American College of Psychiatrists (Chicago)
- Center for Advanced Study in the Behavioral Sciences (CASBS, Stanford University)

Był wielokrotnie zapraszany na seminaria i warsztaty w różnych krajach świata, jako wykładowca i konsultant.